# Ченнинг, Чэд
Чэд Ченнинг (англ. Chad Channing; род. 31 января 1967, Санта-Роза, Калифорния) — американский музыкант, наиболее известный как барабанщик группы Nirvana, который играл в коллективе с 1988 по 1990 год. В настоящее время он выступает в собственной группе Before Cars, где поёт и играет на гитаре.

## Биография

### Ранние годы
Ченнинг родился 31 января 1967 года в Санта-Розе, Калифорния, в семье Уэйна и Бёрнис Ченнингов. Уэйн Ченнинг работал диджеем, и семья постоянно переезжала по всей стране из-за различных рабочих мест, предлагаемых ему. Чэд рассказывал: «Нашим лозунгом был: „Через полгода — в дорогу“. Поэтому обо всех друзьях, что у меня были, я знал лишь одно — они временные. Все было временным. Это казалось довольно диким. Ты не общаешься с людьми только потому, что тебе просто незачем заводить друзей, так как ты скоро уезжаешь».
Чэд хотел стать профессиональным игроком в американский футбол, но в возрасте тринадцати лет он сломал бедренную кость. Потребовалась операция и семь лет реабилитационных процедур. За годы реабилитации и операций он открыл для себя музыку, начинав играть на бас-гитаре, которую ему купили родители. Музицирование на бас-гитаре заполняло время Чэда, поскольку он не мог ходить в школу. Когда он избавился от гипса, родители купили ему барабанную установку, чтобы укрепить ноги. Чад начал джемовать с друзьями, в том числе присоединился к группе Stonecrow где играл будущий гитарист группы Nirvana Джейсон Эверман.
Подобно Курту, Чэд бросил школу на последнем году обучения, поскольку из-за болезни он был просто не в состоянии наверстать упущенное. К тому же он мечтал стать музыкантом и не видел особого смысла в получении диплома.
В 1982 году Ченнинг и его семья ненадолго переехали в Балтимор, штат Мэриленд, и он присоединился к группе Child'ƨ Play, куда также вошли Ларри Хиншоу, Брайан Джек, Джимми Шейфер и Фил Вайзер. Через несколько месяцев Ченнинг уехал и покинул группу. Позже, работая поваром соте на острове Бейнбридж, штат Вашингтон, Ченнинг основал группу Tick-Dolly-Row с Крисом Карром, Джоном Хердом и жителем острова Бейнбридж Беном Шепардом, который позже стал басистом Soundgarden. Tick-Dolly-Row играли вместе с группой Bliss, которая затем сменила название на Nirvana. Общий друг представил Ченнинга Курту Кобейну и Кристу Новоселичу, которые искали барабанщика. Втроём они собирались несколько раз на джем-сейшны, прежде чем они начали давать концерты.

### Nirvana
В июне 1988 года, всего через пару месяцев после того, как Ченнинг присоединился к группе Nirvana, они записали свой первый сингл «Love Buzz», дебютировав таким образом на Sub Pop. В канун Рождества 1988 года группа начала запись Bleach, закончив запись к концу января 1989 года. Джейсон Эверман, друг группы, согласился заплатить деньги за запись. Эверман знал Ченнинга с пятого класса, и они вместе играли в группах в средней школе. Bleach был выпущен 15 июня 1989 года. В альбом вошли песни «Floyd the Barber», «Paper Cuts» и «Downer» с Дейлом Кровером за барабанами, записанные до того, как Ченнинг присоединился к группе.
В апреле 1990 года Nirvana записала восемь песен в Smart Studios с продюсером Бутчем Вигом, которые закончились, когда Кобейн сорвал свой голос. Во время сессий Кобейн и Новоселич разочаровались в игре Ченнинга на барабанах, а Ченнинг выразил разочарование тем, что не принимал активного участия в написании песен. Эти разногласия привели к уходу Ченнинга, что было обоюдным решением участников группы. К тому времени, когда Nirvana предприняла следующую попытку записать материал, они наняли Дэйва Грола в качестве своего нового барабанщика, который однако использовал многие барабанные аранжировки Ченнига для песен, игравшихся в период его пребывания в группе. Версия песни «Polly», которую группа записала с Ченнингом, тем не менее вошла в альбом Nevermind, став единственной песней в альбоме записанной во время предыдущей сессии, хотя участие Ченнига не было отмечено в буклете.
Массовая популярность, которую завоевала Nirvana уже после ухода Ченнинга, вызвала интерес и к старым работам группы. Сборник 1992 года, Incesticide, включал треки «Big Long Now», «Stain» и «Dive», записанные с Ченнингом на барабанах. Концертные версии «Polly» и «Breed», также с Ченнингом, появились на концертном альбоме From the Muddy Banks of the Wishkah, выпущенном в 1996 году. Бокс-сет 2004 года With the Lights Out включал DVD с репетицией группы Nirvana в декабре 1988 года, а также семь песен с Ченнингом на барабанах, разбросанных по первым двум дискам в данном бокс-сете.

### После Nirvana
После ухода из группы Nirvana Ченнинг сформировал Fire Ants, которые выпустили EP Stripped на Dekema Records в 1992 году. Продюсером выступил Джек Эндино, который продюсировал Bleach. В состав Fire Ants вошли Брайан Вуд (вокал) и Кевин Вуд (гитары), братья покойного Эндрю Вуда и басист Дэн Макдональд. Ченнинг и Макдональд снова сотрудничали в 1998 году с Джоном Хердом и Эриком Спайсером, сформировав группу The Methodists, которые выпустили альбом Cookie.
В июне 2006 года Чэд Ченнинг собрал собственную группу — Before Cars. Ченнинг в новой группе сменил роль барабанщика на должность вокалиста и бас-гитариста, ритм-гитариста. Новообразованный коллектив уже успел издать дебютный сингл «Old Chair» на лейбле Flotation Records, общим количеством в 500 экземпляров. Продюсирует записи тот же человек, что отвечал за выпуск дебютного альбома Nirvana — Джек Эндино. С ним Ченнинг собирается «записать несколько песен этой весной, а затем сможем собрать произведения в нормальный альбом». Ченнинг признаётся, что счастлив тем, что может играть свою музыку и тем, что людям она нравится.
Они выпустили свой дебютный альбом «Walk Back» в 2008 году, снова спродюсированный Джеком Эндино. Ченнинг поёт и играет на бас-гитаре на всех треках, а также играет на акустической гитаре в некоторых треках.

## Дискография
Tic Dolly Row
- Live demo (1987)

Nirvana
| Release                                        | Notes                                                                                        |
| ---------------------------------------------- | -------------------------------------------------------------------------------------------- |
| Bleach (1989)                                  | Играл на 10 из 13 треков в альбоме                                                           |
| Nevermind (1991)                               | играл в «Polly», однако до выхода Deluxe Edition это не было обозначено                      |
| Incesticide (1992)                             | сборник; играет на «Dive», «Stain» и «Big Long Now».                                         |
| From the Muddy Banks of the Wishkah (1996)     | концертный альбом; играет на «Breed» и «Polly».                                              |
| Nirvana (2002)                                 | сборник; играет в «About a Girl» и «Been a Son».                                             |
| With the Lights Out (2004)                     | бокс-сет. Появляется на нескольких треках и DVD-материале                                    |
| Bleach (Deluxe Edition) (2009)                 | Ремастерованное переиздание с бонусным живым материалом.                                     |
| Nevermind (Deluxe/Super Deluxe Edition) (2011) | Ремастерованное, расширенное издание; появляется на восьми треках из сессий в Smart Studios. |

Fire Ants
- Ant Acid 7" (1992)
- Stripped EP (1992)

The Methodists
- Cookie (1998)

Before Cars
- Old Chair EP (2006)
- Walk Back (2008)
- How We Run (2013)